# Chaetonotus annae
Chaetonotus annae är en djurart som tillhör fylumet bukhårsdjur, och som beskrevs av Schwank 1989. Chaetonotus annae ingår i släktet Chaetonotus och familjen Chaetonotidae. Inga underarter finns listade i Catalogue of Life.